# 苏珊娜·霍尔
苏珊娜·霍尔（英語：Susanna Hall，1583年5月26日（受洗）- 1649年7月11日）是威廉·莎士比亚（William Shakespeare）和安妮·海瑟薇（Anne Hathaway）的长女，也是双胞胎朱迪思·奎尼和哈姆特·莎士比亚的姐姐。她于1607年与当地医生约翰·霍尔结婚。他们于1608年育有一女，名叫伊丽莎白。

## 早年生活
苏珊娜于1583的圣三节（1583年5月26日）在埃文河畔斯特拉特福的圣三一教堂受洗。 
莎士比亚的妻子安妮·海瑟薇婚前便已经怀有苏珊娜。 “苏珊娜”这个名字源于但以理书中的苏撒拿传，意味着“纯净和一尘不染”， 并具有清教徒的气质。 这个名字于1574年首次出现在斯特拉特福教区教堂，因此当苏珊娜出生时，这个名字仍然很新奇，但在当年春天出生的另外两个孩子也叫苏珊娜。根据历史学家彼得·阿克罗伊德所说，当时的人们或许认为：对于“不纯洁地”出生的孩子来说，这个名字代表了美德。 
苏珊娜与她的弟弟妹妹哈姆特和朱迪斯在埃文河畔斯特拉特福长大。斯特拉特福学校当时的学校记录并不存在，而且由于斯特拉特福德爱德华六世国王学校不允许女孩入学，所以她所接受的任何教育都是由她的家人聘请辅导员进行的。苏珊娜的签名作为史料被保存于两个文档中，这表明她具有签名的能力。 

## 婚姻

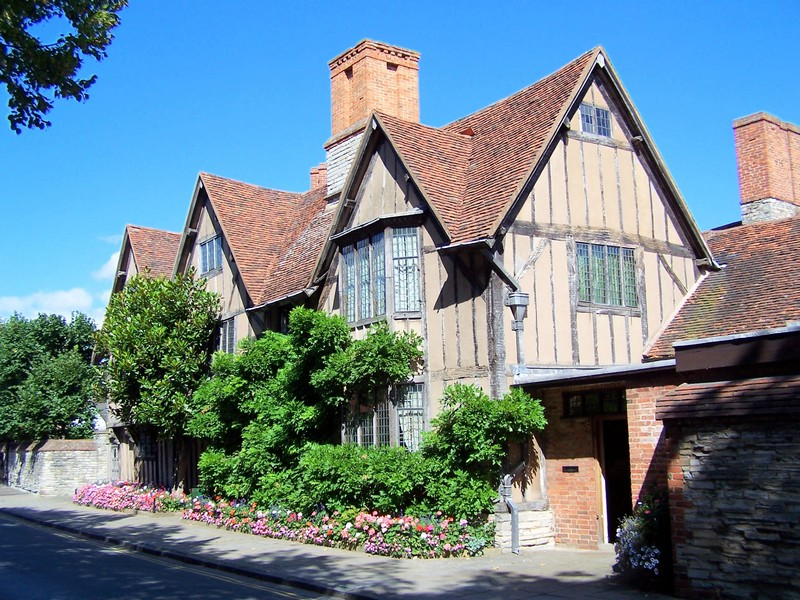
约翰夫妇在1616年之前一直生活在斯特拉特福德的霍尔农场（Hall's Croft）。

24岁的苏珊娜于1607年6月5日在圣三一教堂与受人尊敬的医师约翰·霍尔（32岁）结婚。一些细微的证据表明，莎士比亚将自己在1602年于老斯特拉特福德购置的105公顷土地作为了苏珊娜的嫁妆。 约翰·霍尔的《病人的案例观察》 于他去世22年后的1657年出版。书中最早的病例便是在1611年的斯特拉特福德接诊，凭借以上证据，几乎可以肯定一件事——至少从约翰结婚之日起，他就在斯特拉特福德生活和工作。
他们的孩子伊丽莎白（Elizabeth Barnard）于1608年2月21日在圣三一教堂受洗。这对夫妻没有其他孩子，而伊丽莎白也是莎士比亚唯一见过面的孙子——朱迪思的孩子是在莎士比亚死后出生的。